# Manyargading
Manyargading is een bestuurslaag in het regentschap Jepara van de provincie Midden-Java, Indonesië. Manyargading telt 2353 inwoners (volkstelling 2010).